# Valdegeña
Valdegeña ist ein Bergort und eine nordspanische Gemeinde (municipio) mit nur noch 37 Einwohnern (Stand: 2024) in der Provinz Soria der Autonomen Gemeinschaft Kastilien-León.

## Lage und Klima
Der Ort Valdegeña liegt zu Füßen der Sierra del Madero ungefähr 1 km nördlich der Straße zwischen Soria und Pamplona im äußersten Norden der Provinz Soria nahe der Grenze zur autonomen Region La Rioja in einer mittleren Höhe von ca. 1070 m. Die Provinzhauptstadt Soria ist ca. 35 km (Fahrtstrecke) in südwestlicher Richtung entfernt. Das Klima ist rau, manchmal auch gemäßigt bis warm; Regen (ca. 585 mm/Jahr) fällt übers Jahr verteilt.

## Bevölkerungsentwicklung
| Jahr      | 1857  | 1900 | 1950 | 2000 | 2017 |
| Einwohner | k. A. | 223  | 196  | 48   | 42   |

Hauptgrund für den deutlichen Bevölkerungsverlust im 20. Jahrhundert ist die Mechanisierung der Landwirtschaft und der daraus resultierende Verlust an Arbeitsplätzen; auch die Aufgabe von bäuerlichen Kleinbetrieben spielt eine gewisse Rolle.

## Wirtschaft
Die Gemeinde ist traditionell landwirtschaftlich orientiert (Getreide, Sonnenblumen). Früher lebten die Menschen weitgehend als Selbstversorger; heute wird hauptsächlich für die städtischen Märkte produziert.

## Geschichte
Auf dem Gebiet der heutigen Gemeinde gab es eine keltische Siedlung; Römer und Westgoten hinterließen hingegen keine archäologisch verwertbaren Spuren. Im 8. Jahrhundert drangen die Mauren bis in die Region vor; die Nachbarstadt Ágreda wurde ein wichtiges Zentrum islamischer Kultur. Im Jahr 1119 eroberte König Alfons I. von Aragón die Gegend zurück (reconquista), doch im Jahr 1135 fiel sie an das Königreich Kastilien.

## Sehenswürdigkeiten
- Die am Hang liegende einschiffige Kirche San Lorenzo ist ein bedeutendes Zeugnis der Kirchenbauten der Romanik in der Region um Ágreda. Die Apsis ist aus Hausteinen gefügt und durch Halbsäulenvorlagen gegliedert. Der Glockenturm (campanario) hat starke Ähnlichkeit mit einem Glockengiebel (espadaña). Das leicht aus der Mauerflucht hervortretende Portal befindet sich auf der Südseite. Der gesamte Kirchenbau ist nahezu fensterlos; während der Messe wurde die Kirchentür offen gelassen oder es wurden Kerzen angezündet.
- Eine Quelle befindet sich etwas unterhalb des Dorfes.

Umgebung
- Im verlassenen Weiler Castellanos steht ein mittelalterlicher Turm.

## Persönlichkeiten
- Avelino Hernández (1944–2003) beschrieb in mehreren seiner Erzählungen – vor allem in Una vez había un pueblo – das Leben in Valdegeña.